# DailyMed
DailyMed és un lloc web que opera la Biblioteca Nacional de Medicina dels Estats Units (NLM) per publicar etiquetes de medicaments actualitzades i precises (també anomenades "inserció de paquets") als proveïdors d'atenció sanitària i al públic en general. El contingut de DailyMed és proporcionat i actualitzat diàriament per la Food and Drug Administration (FDA) dels EUA. La FDA recull aquesta informació de la indústria farmacèutica.
Els documents publicats utilitzen l'estàndard de etiquetatge estructurat del producte (SPL), la versió 3 de HL7, que és un format XML que combina el text llegible humà de l'etiqueta del producte amb elements de dades estructurades que descriuen la composició, la forma, l'embalatge i altres propietats del fàrmac.
Al 3 d'octubre de 2018, contenia informació sobre 105.355 fitxes de medicaments.
Inclou un canal RSS per obtenir informació actualitzada sobre medicaments.